# 浅海駅
浅海駅（あさなみえき）は、愛媛県松山市浅海本谷にある四国旅客鉄道（JR四国）予讃線の駅である。駅番号はY46。

## 歴史
- 1926年（大正15年）3月28日：鉄道省の駅として開設[3]。
- 1949年（昭和24年）5月9日：当駅付近で予讃線事件（浅海事件）が発生。
- 1971年（昭和46年）11月8日：貨物取扱廃止[3]。
- 1984年（昭和59年）
  - 2月1日：荷物扱い廃止[3]。
  - 4月1日：駅員無配置駅となる[4][5]。
- 1987年（昭和62年）4月1日：国鉄分割民営化により、JR四国の駅となる[3]。

## 駅構造
相対式ホーム2面2線を有する地上駅。1番線が上下本線（制限速度100km/h）、2番線が上下副本線である。停車列車も含め、上下線とも行違いが無い場合は基本的に1番のりばを通行する。無人駅。

### のりば
| のりば | 路線    | 方向 | 行先                       |
| ------ | ------- | ---- | -------------------------- |
| 1・2   | ■予讃線 | 上り | 今治・伊予西条・高松方面   |
| 1・2   | ■予讃線 | 下り | 伊予北条・松山・伊予市方面 |

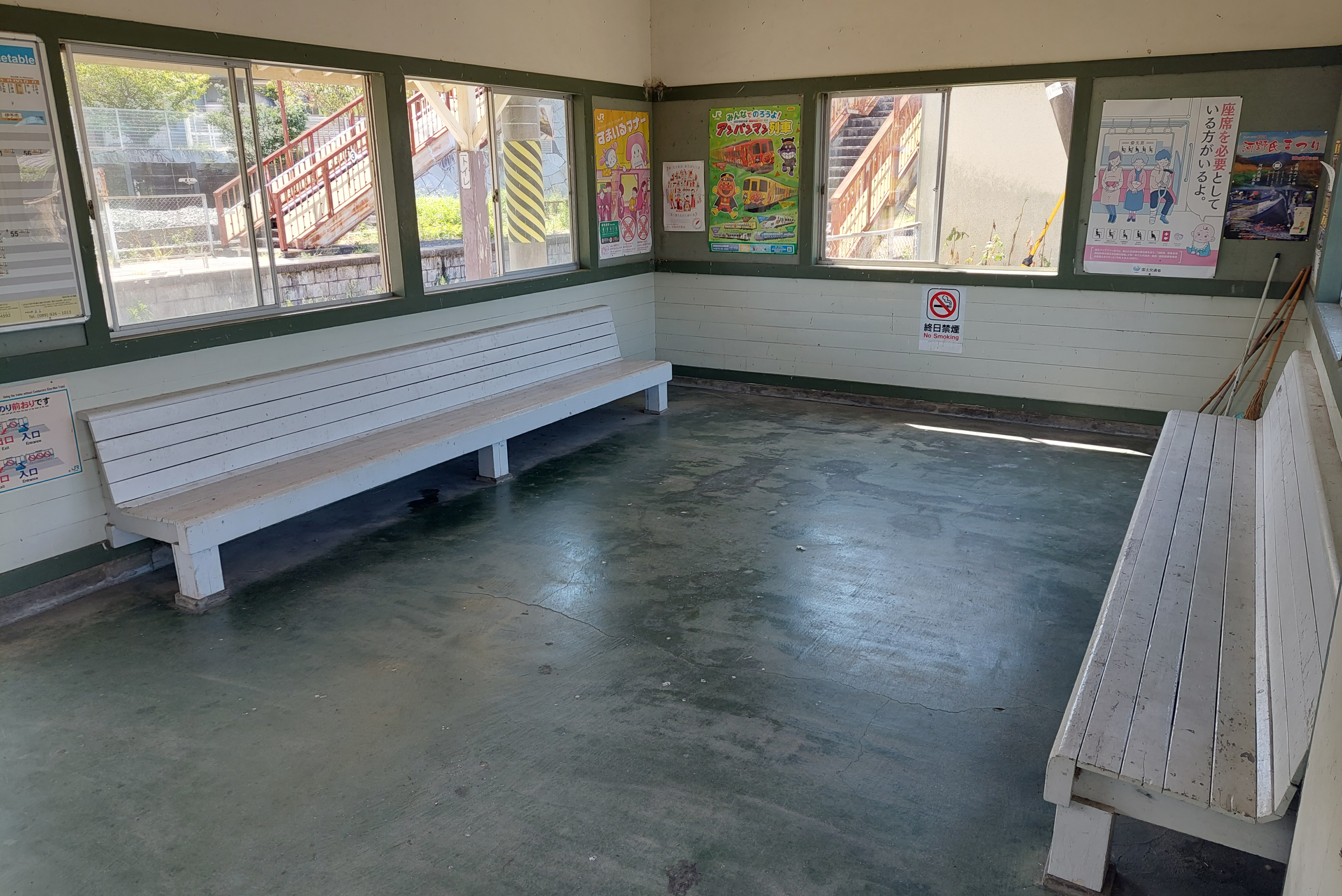
待合室（2024年9月）
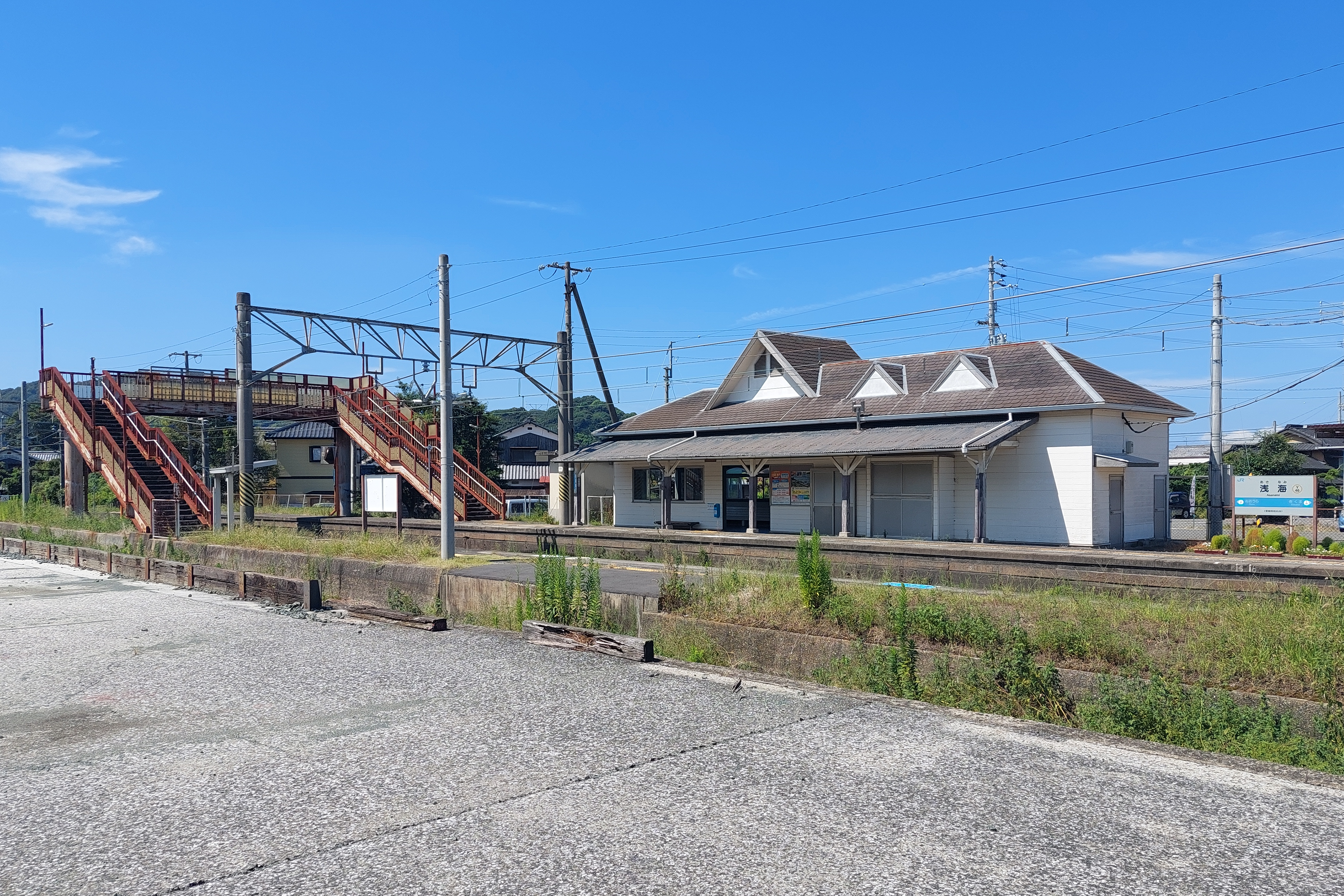
東側から（2024年9月）
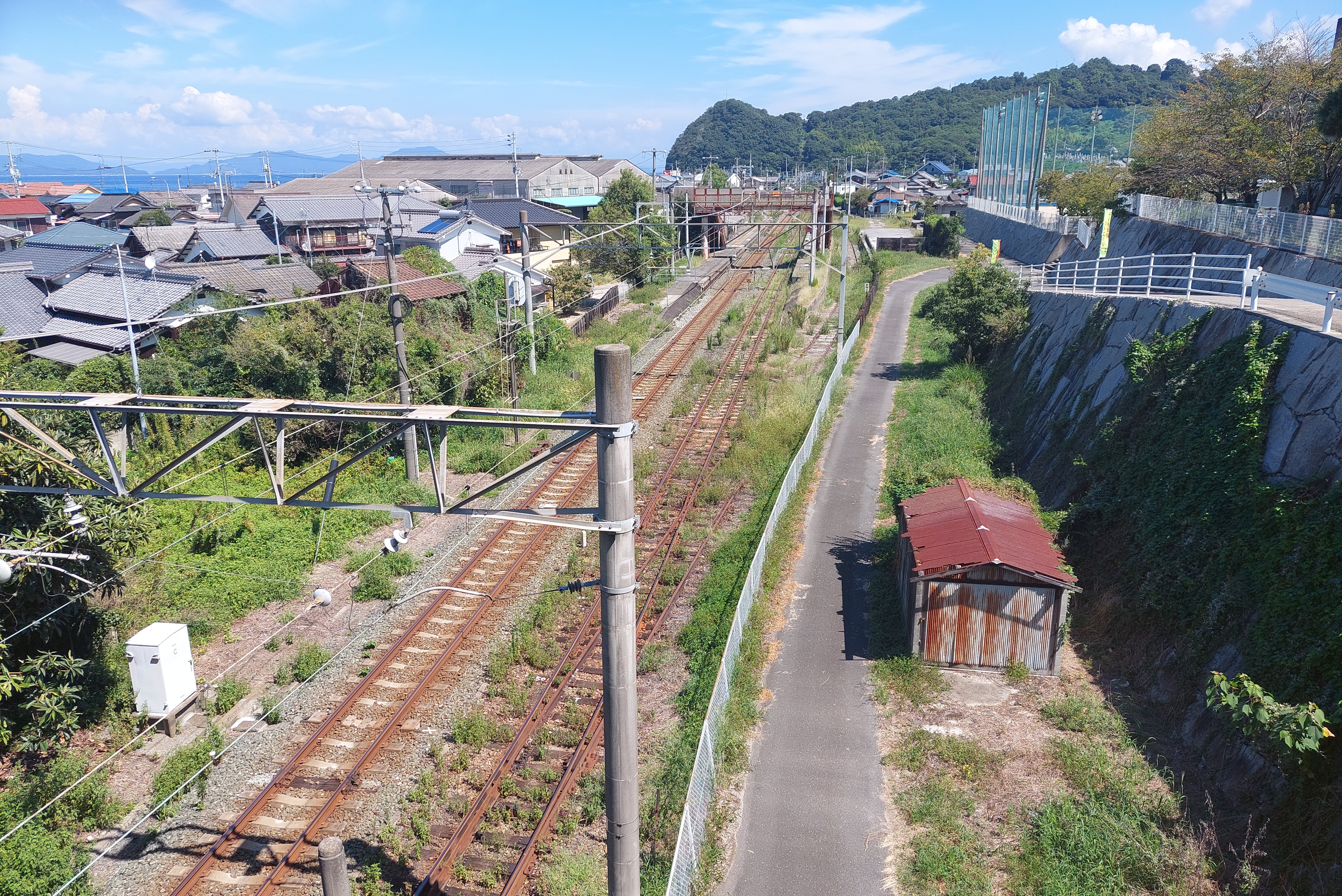
南側から（2024年9月）
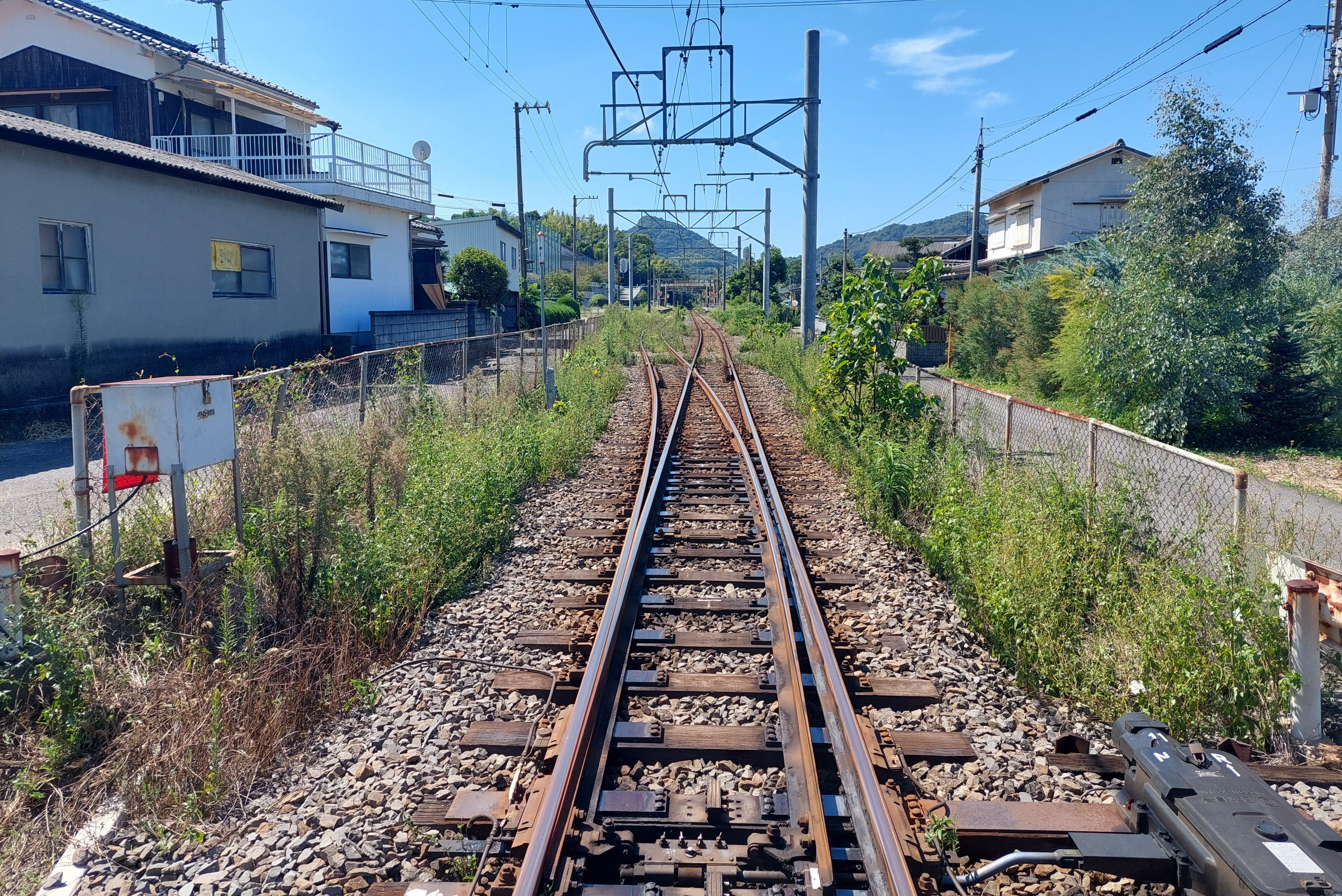
北側から（2024年9月）

## 貨物営業（廃止）
浅海地区は大正、昭和と全国屈指のナシ産地であり、1927（昭和2）年ごろより輸送のためのナシ列車が東京方面へ運行されていた。その後、食糧難や人手不足、病虫害などでナシ栽培からミカン栽培へと転換。ナシ列車からミカン列車へと変わったが、並行する国道196号を走るトラック輸送へ転換となった。1980（昭和55）年時点では松山-西条間の線路用砕石基地として、ホッパ車が月2回の運行のみとなっていた。

## 駅周辺
- 松山市役所北条支所浅海出張所
- 松山市立浅海小学校
- 愛媛県道198号浅海停車場線
- 国道196号

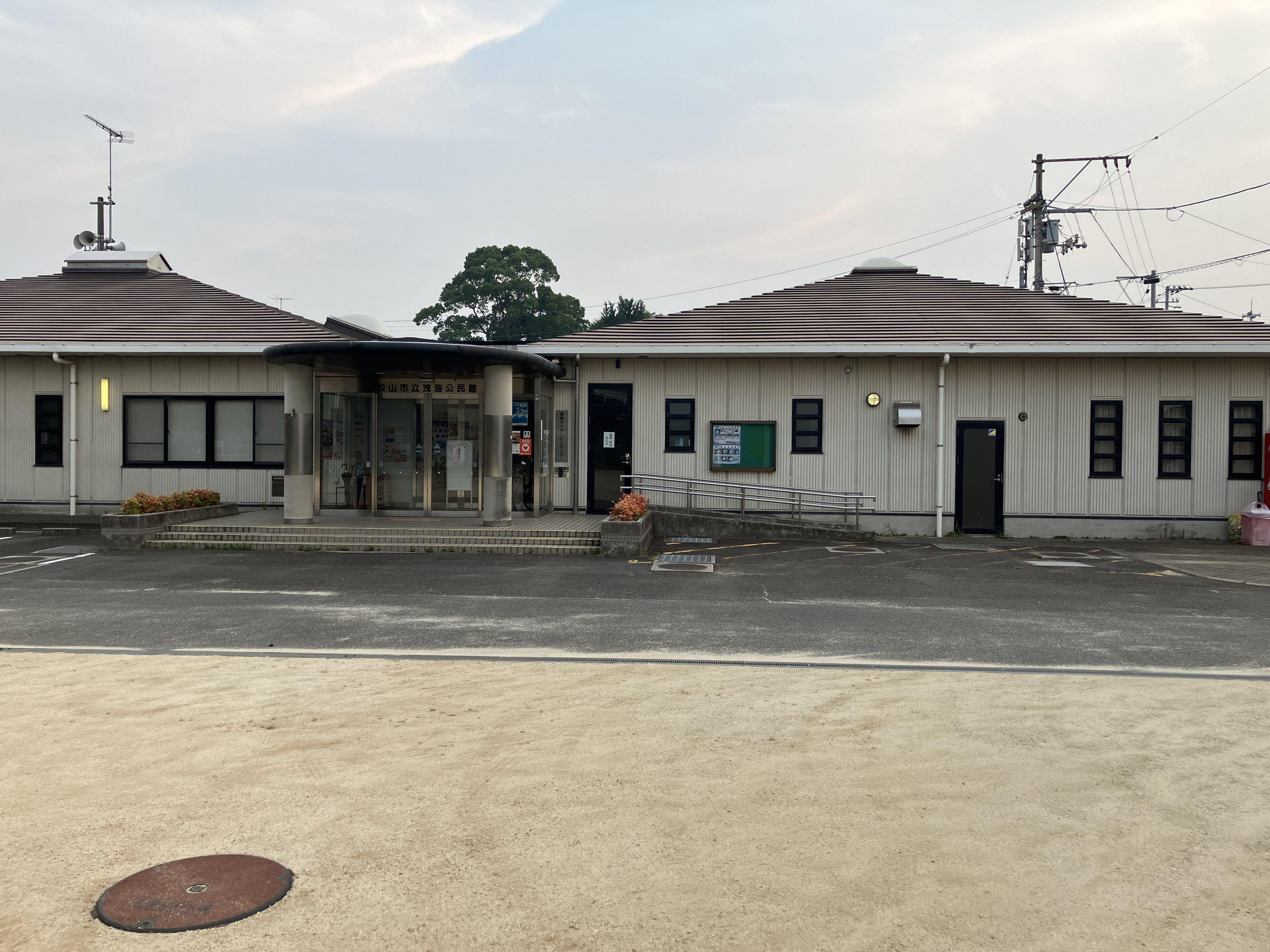
松山市役所北条支所浅海出張所（2025年7月）
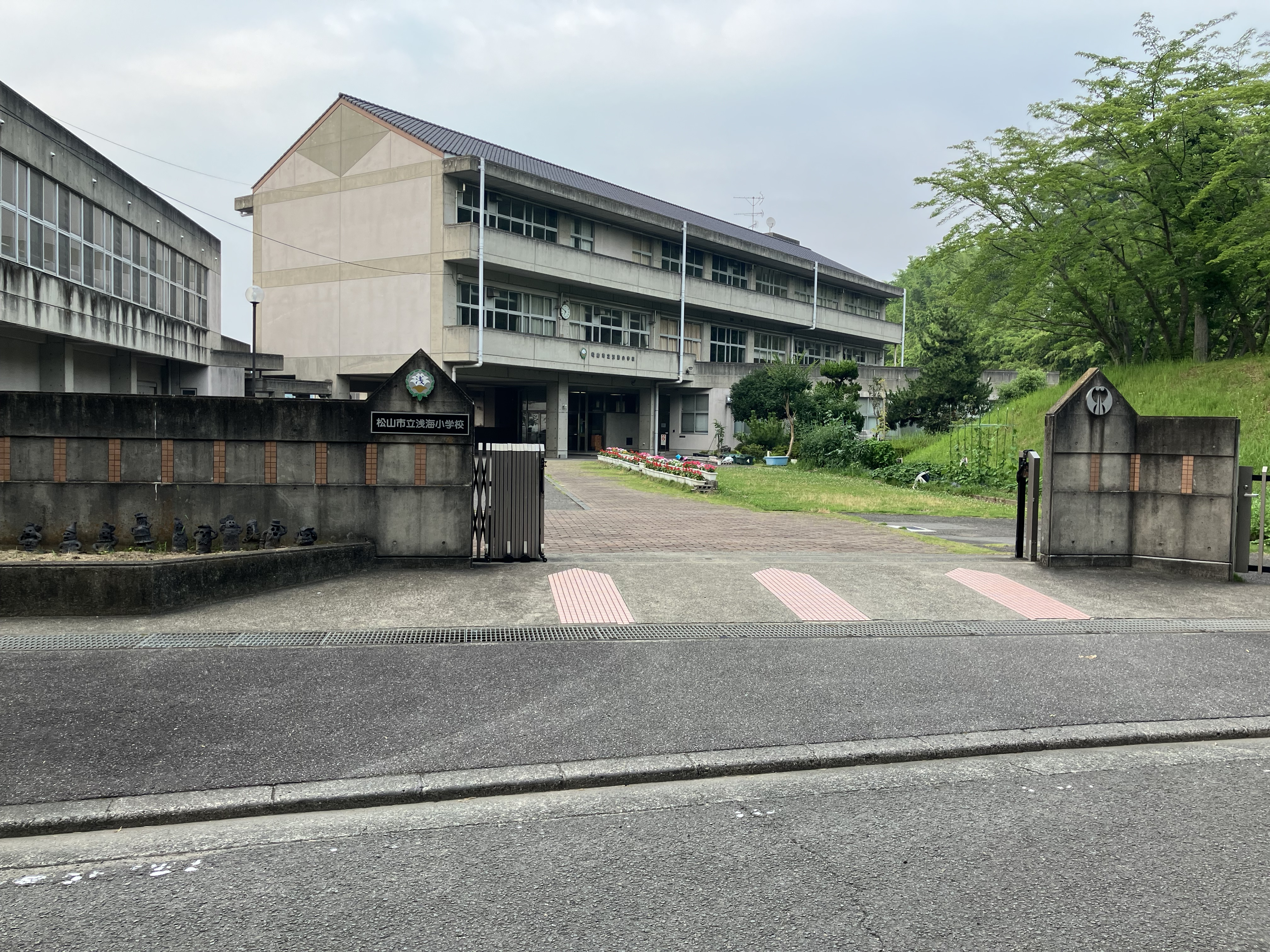
松山市立浅海小学校（2025年7月）
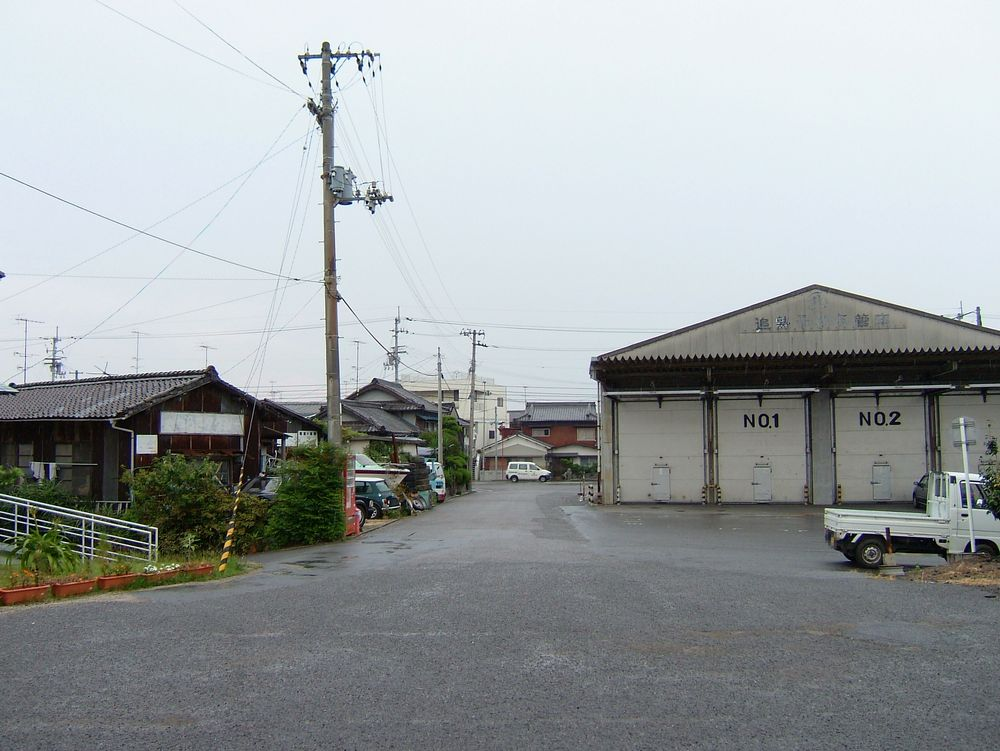
駅前風景（2006年8月）

## 隣の駅
四国旅客鉄道（JR四国）
■予讃線
菊間駅 (Y45) - 浅海駅 (Y46) - 大浦駅 (Y47)